# Pedro Arrojo
Pedro Arrojo Agudo (Madrid, 13 de abril de 1951) es un doctor en físicas español, profesor de la Universidad de Zaragoza, cuya investigación está centrada en la economía del agua.

## Biografía
Nacido en Madrid en 1951,  se crio sin embargo en Granada. Se trasladó a Zaragoza en 1969 para seguir los estudios de Física, en los que se graduó en 1973. Es Doctor en Ciencias Físicas por la Universidad de Zaragoza, con una tesis en Mecánica de Fluidos (tesis: Simulación numérica de Montecarlo para reacciones ácido-base en flujo turbulento casi isótropo ). Ha desempeñado igualmente en la universidad zaragozana los cargos de Vicedecano de la Facultad de Económicas y Empresariales, Delegado del Rector en el Centro de Cálculo, y Vicerrector. 
Actualmente es Profesor emérito del Departamento de Análisis Económico en Zaragoza, y candidato de Podemos al Congreso de los Diputados por la provincia de Zaragoza. Su investigación está centrada desde hace 15 años en la Economía del Agua.
Desde noviembre de 2020 es el Relator Especial en las Naciones Unidas sobre los derechos humanos al agua potable y al saneamiento.

## Nueva Cultura del Agua

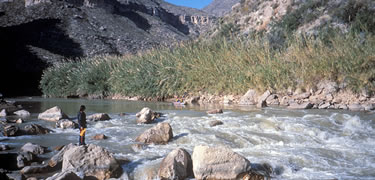
Los ríos "algo más que un torrente de H_{2}O" según Arrojo

La Nueva Cultura del Agua es un concepto lanzado desde los movimientos sociales desde Zaragoza, que ha cristalizado en una fundación del mismo nombre: FNCA y de la que Pedro Arrojo es fundador. Los objetivos de la Fundación son el fomento de iniciativas de I+D+i, educación, cooperación para el desarrollo, defensa del medio ambiente relacionados con el agua.

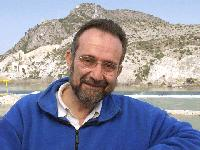
Pedro Arrojo antes de 2007

Arrojo define brevemente qué es la Nueva Cultura del Agua:

"...se puede decir que es aplicar al agua menos hormigón y más inteligencia y ver los ríos como algo más que como corrientes de H2O. [...] Igual que ahora miramos un bosque y sabemos que es mucho más que un almacén de madera, la nueva cultura del agua invita a mirar los ríos y a entender que son mucho más que canales de H2O.[...] Un ecosistema, además de agua que puede usarse para producir, es paisaje, identidad territorial, identidad de los colectivos y comunidades sociales, valores lúdicos y culturales, valores de vida... Y que a través de esos ríos se articula vida en el continente y en los mares. Los ríos no se pierden en el mar, fertilizan las plataformas litorales, y muchos peces del mar dependen de los ríos. Y si hay playas es por la erosión de los ríos, así que las industrias turísticas dependen también de los ríos. La cultura del agua es entender esta complejidad de ecosistemas."

## Premio Goldman

El nudo. Símbolo usado en las Tierras del Ebro por la Plataforma en Defensa del Ebro, organización ciudadana en contra del Plan Hidrológico Nacional.

Arrojo ha sido el primer español en recibir el Premio Goldman de Medioambiente en la categoría Europa, por haber sabido conjugar su brillante currículo científico y profesional con su compromiso social, desde la no violencia, en favor del medio ambiente y del desarrollo sostenible; demostrándolo en su lucha frente al Plan Hidrológico Nacional de 2001 presentado por el  segundo gobierno de Aznar, que finalmente no llegó a realizarse.
El premio, considerado por muchos como una especie de Premio Nobel del Medio Ambiente, se otorga anualmente a seis personas de diferentes regiones del planeta, que se han distinguido por sus actividades en favor de la conservación del medio ambiente.
El jurado le reconoció por: 

"encabezar la campaña para impedir que el Plan Hidrológico Nacional construya presas y trasvase los últimos ríos de flujo libre que quedan en el país. Arrojo encabeza una nueva ola de activismo cuyo objetivo es poner fin a la fracasada política de gestión hidrológica basada en la construcción de presas y el trasvase de aguas, y forjar en su lugar un futuro de agua sostenible basado en la conservación, el reciclaje y alternativas más inteligentes para la agricultura"

La ceremonia de entrega se celebró en el War Memorial Opera House de San Francisco (California) el 14 de abril de 2003.

## Trayectoria política
En las elecciones generales de 2015 fue cabeza de lista de Podemos al Congreso de los Diputados por Zaragoza y resultó elegido diputado.
Posteriormente volvió a salir elegido diputado de Unidos Podemos por Zaragoza en las elecciones generales de 2016. Como diputado de Unidos Podemos, fue  Portavoz de la Comisión de Agricultura, Alimentación y Medio Ambiente; y Vocal de la Comisión de Cooperación Internacional para el Desarrollo.